# Archipiélago de Vega
El archipiélago de Vega (en noruego: Vegaøyan) es un pequeño archipiélago situado frente a la costa atlántica de Noruega. Cuenta con alrededor de 6500 islas, islotes y arrecifes y están ocupados desde hace alrededor de 1500 años, pero algunos rastros de presencia humana se remontan a la Edad de Piedra. 
Administrativamente, el archipiélago constituye la comuna de Vega que depende de la provincia de Nordland. Su superficie es de 103 710 hectáreas de las que 6930 hectáreas son tierras emergidas. Solamente tres islas están habitadas de forma permanente: Vega (con mucho la mayor y la más poblada), Ylvingen y Omnøy. El punto más alto del archipiélago, el Gullsvågfjellet (737 m), está en la isla de Vega.
A semejanza de las islas Lofoten, Vega estuvo ocupada por el hombre muy pronto debido a su situación excepcional. Las aguas que la rodean son muy abundantes en pesca y atraen a numerosas aves, como el eider. En el siglo IX las islas se convirtieron en un gran centro de suministro de plumón proporcionado por los eideres. 
El archipiélago de Vega fue inscrito en 2004 en la lista del Patrimonio de la Humanidad de la Unesco.

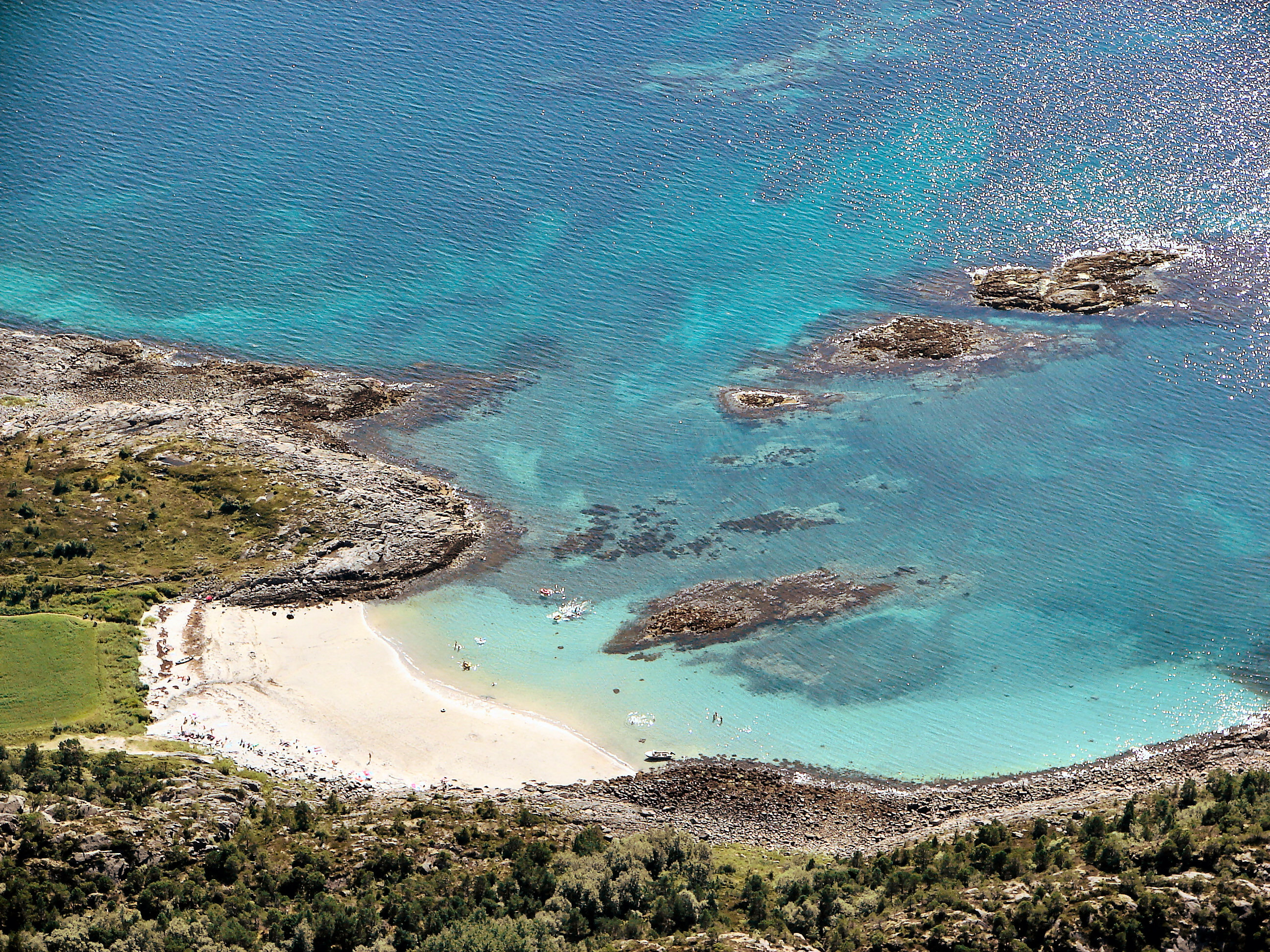
Playa en la isla de Vega.